# 菲利普·罗斯
菲利普·米尔顿·罗斯（英語：Philip Milton Roth，1933年3月19日—2018年5月22日），美国小说家、作家，代表作包含描述美國猶太人生活的小說《再见，哥伦布》，並獲得美國國家圖書獎的肯定。
菲利普·罗斯的小說經常以紐澤西州紐瓦克為背景，具有強烈的自傳性質，劇情包含哲學思想，模糊現實與虛構之間，具有“柔軟及精巧風格”，並探索猶太人與美國人身分認知與生活。他在1969年因《波特諾伊的怨訴》逐漸成名，這本小說也入選《時代雜誌》百大最佳小說。

## 生平
菲利普·羅斯出生於紐澤西州紐瓦克附近，他是貝絲（原姓芬克爾）和保險經紀人赫爾曼·羅斯的第二個孩子。羅斯的家族是猶太人，他的父母是第二代美國人。羅斯的父親來自奧地利加利西亞利沃夫（时称伦贝格）附近的科茲洛夫，他母親的祖先來自烏克蘭的基輔。
羅斯在1950年左右畢業於紐華克的韋闊奇高中，這裡是他小說的背景靈感來源。《韋闊奇年鑑》（1950）描述羅斯為“一個高智商男孩，結合智慧與常識。” 在學校期間，他被稱為喜劇演員。羅斯在紐瓦克的羅格斯大學（Rutgers University）就讀了一年，隨後轉至賓夕法尼亞州的巴克內爾大學（Bucknell University）並獲得了英語學位。之後他獲得芝加哥大學的獎學金，並於1955年獲得英語文學碩士，之後短暫地擔任了大學寫作計劃的講師。同年，羅斯沒有等待徵兵，而是入伍，但他在基礎訓練期間背部受傷，因傷退伍。他於1956年返回芝加哥，攻讀文學博士，但僅一學期就退學。羅斯在愛荷華大學和普林斯頓大學教授創意寫作。之後在賓夕法尼亞大學繼續他的學術生涯，教授比較文學，於1991年退休。
羅斯於1956年在芝加哥認識第一任妻子瑪格麗特·馬丁森·威廉斯（Margaret Martinson Williams），他們於1959年結婚，1963年離婚，馬丁森隨後在1968年因車禍死亡，此事對羅斯的文學作品有永久性影響。馬丁森是幾部羅斯小說女性角色的靈感來源，包括《她是好女人的時候》（When She Was Good）與《我作為男人的一生》（My Life As a Man）。
1990年，羅斯與長期伴侶英國女演員克萊爾·布魯姆結婚，1994年離婚。布魯姆於1996年出版回憶錄《离开玩偶屋》（Leaving a Doll's House），詳細描述夫婦婚姻生活，該書稱羅斯是一個厭女主義者和控制狂。《我嫁了一個共產黨員》（I Married a Communist）一向被評論家認為是羅斯反駁布魯姆回憶錄提出的指控。
羅斯是一位無神論者，他曾經說過：「如果全世界不相信上帝，那將是個好地方。」他在接受《衛報》採訪時也說：「我就是宗教的對立面，我是反宗教的。我發現宗教人士很醜陋。我討厭宗教上的謊言。這全是大謊言，」、「當我寫作的時候，我很孤獨，恐懼、寂寞和焦慮充滿了我，但我從來不需要宗教來拯救我。」
羅斯的個人生活事件偶爾成為媒體聚焦的主題。一部手術後精神崩溃的偽懺悔小說《夏洛克戰役》（1993年）是來自羅斯接受手術後使用三唑崙在1980年代的暫時副作用經驗。這種藥物可能引起短期精神障礙，由於高風險與臨床效果不良在某些國家被禁止使用，但美國仍然對此爭論不斷。

## 作家生涯
菲利普·羅斯的第一本小說《再見，哥倫布》與五部短篇小說榮獲1960年美國國家圖書獎，後來他出版兩本小說《放任》（Letting Go）與《她是好女人的時候》（When She Was Good）。他的第四本小說《波特諾伊的怨訴》在1969年是羅斯獲得廣泛商業成功的關鍵。在1970年代，菲利普·羅斯嘗試各種模式，包含政治諷刺小說《我們這一幫》（Our Gang）與荒誕小說《乳房》（The Breast），到1970年代結束時，菲利普·羅斯創造出內森·祖克曼。菲利普·羅斯在1979年至1986年一系列高度自傳性長篇小說與中篇小說以內森·祖克曼為主角或對話者。
《薩巴斯劇院》（1995年）的主角米奇·薩巴斯可能是菲利普·羅斯創造出最好色的角色，它讓菲利普·羅斯贏得第二次美國國家圖書獎。《美國牧歌》（1997年）是他所謂美國戰後三部曲的第一部，描述猶太人希謨．黎沃夫的16歲女兒梅瑞迪絲於反越戰時代，成為激進炸彈客，最後催毀黎沃夫全家。《美國牧歌》是一部以牧歌為名的反牧歌悲劇，探討美國夢的失去及田園牧歌時代不復有的史詩故事。《美國牧歌》贏得普利策小說獎。《我嫁了一個共產黨員》（1998年）以麥卡錫時代為焦點。《人性污點》描述1990年代美國的政治正確問題。《垂死的動物》（2001年）是短篇小說，描述62歲老教授和24歲女學生康蘇拉之間的親密關係。《反美陰謀》（2004年）以架空美國歷史為背景，描述飛行員與孤立主義者查爾斯·林德伯格於1940年當選美國總統，美國與希特勒率領的納粹德國協商，走上自己的反猶太主義計畫。
菲利普·羅斯的小說《凡人》發表於2006年5月，劇情包含疾病、衰老、慾望與死亡的冥想，贏得第三次筆會/福克納獎，使他成為獲此殊榮的唯一一人。《鬼魂退場》（Exit Ghost）發表於2007年10月，它是最後以內森·祖克曼為主角的小說。《憤怒》發表於2008年9月16日，是菲利普·羅斯的第29本小說。《憤怒》背景在1951年朝鮮戰爭，描述馬庫斯·梅斯納爾從紐瓦克飛往俄亥俄州溫斯堡學院，並開始大學二年級生活故事。2009年，羅斯的第30本小說《挫折》發表，描述著名舞台劇演員的最後演出故事。羅斯的第31本小說《復仇女神》發表於2010年10月5日。
2009年10月菲利普·羅斯接受蒂娜·布朗每日野獸網站採訪時表示他相信在25年內小說閱讀將被視為小眾活動：

我非常的樂觀認為25年後小說會變成小眾。我想還是會有人看小說，只不過剩下一小群人，也許要比現在還在讀拉丁詩的人還要多一些。

當記者尋問他對電子書可能取代印刷書後的看法，菲利普·羅斯對於小說前景也同樣消極和悲觀：

書本沒有辦法跟螢幕競爭。一開始沒辦法跟電影螢幕競爭，接著不敵電視螢幕，現在也無法拼過電腦螢幕。現在我們有了這些螢幕，一本書當然沒辦法跟這些螢幕來抗衡。

菲利普·羅斯對於小說未來黯淡的悲觀看法並不是一時的有感而發。菲利普·羅斯在2001年接受《觀察家》羅伯·麥庫倫訪問時說「對於找出存在美國文化中激勵人心的特質，我並不在行。我懷疑美學素養的未來有這麼多內容足以發掘。」，2012年10月，菲利普·羅斯接受法國雜誌採訪時宣布，他從作家身分退休，他隨後在《世界報》證實說將不再發表任何小說。

## 榮譽
菲利普·羅斯是當代獲獎最多的美國作家之一：他已經獲得兩次美國國家圖書獎，兩次美國國家書評獎，三次福克納小說獎（PEN/Faulkner Awards）。他在1997年以《美國牧歌》獲得普利茲小說獎，他於書中創造出最著名的人物內森·祖克曼（Nathan Zuckerman），也是羅斯許多其他的小說主角。2001年《人性污點》被授予WH·史密斯文學獎年度最佳書籍。。
菲利普·羅斯在2001年獲得美國藝術與人文學院小說金獎，2001年獲得首屆卡夫卡獎，2003年成為哈佛大學榮譽博士，2006年獲得筆會納博可夫終身成就獎，2007年獲得首屆筆會索爾·贝娄獎，2011在白宮東廳被美國總統奧巴馬授予2010年國家人文獎章。

## 作品
- 《再見，哥倫布（英语：Goodbye, Columbus）》（1959年）
- 《放任》（Letting Go）
- 《她是好女人的時候》
- 《波特諾伊的怨訴》（Portnoy's Complaint）（1969年）
- 《我們這一幫》
- 《乳房》
- 《偉大的美國小說》（The Great American Novel）
- 《我作為男人的一生》（My Life As a Man）
- 《情慾教授》（The Professor of Desire）
- 《鬼作家》（The Ghost Writer）
- 《被解放的祖克曼》（Zuckerman Unbound）
- 《夏洛克戰役》
- 《遺產：一個真實的故事》（patrimony: A True Story）
- 《薩巴斯劇院》（Sabbath's Theater）
- 《解剖學課》（The Anatomy Lesson）
- 《被束縛的祖克曼》（Zuckerman Bound）
- 《反生活》（The Counterlife）
- 《美國牧歌》
- 《我嫁了一個共產黨員》（I Married a Communist）
- 《人性污點》（The Human Stain）
- 《反美陰謀》（The Plot Against America）
- 《垂死的肉身》（The Dying Animal）
- 《挫折》（The Humbling）
- 《復仇女神》（Nemesis）